# 辽宁教育电视台
辽宁教育电视台是中国辽宁省曾经的两家省级电视台之一（另一家为原辽宁电视台），1993年1月1日开播，隶属于辽宁省教育厅，辽宁省广播电影电视局提供支持。节目内容以教育节目为主，其他综合节目为辅。该台自开播后十多年的时间，其信号覆盖十分有限，仅能通过有线电视覆盖沈阳及在辽宁广播电视塔发射无线信号覆盖沈阳、辽阳及其周边地区，05年左右才在辽宁省内其他地区的有线电视系统上播出。
2010年1月1日，辽宁教育电视台与原辽宁电视台、辽宁人民广播电台合并，组成辽宁广播电视台。

## 历史
1984年，辽宁省利用世界银行贷款在广播电视台内建立了教育电视发射台，由广播电视部门管理。但收视率效果效果不甚理想。
1993年1月1日，辽宁教育电视台正式开播。隶属于辽宁省教育厅，原辽宁省广播电影电视局提供支持。节目内容以教育节目为主，其他综合节目为辅。该台自开播后十多年的时间，其信号覆盖十分有限，仅能通过有线电视覆盖沈阳及在辽宁广播电视塔发射无线信号覆盖沈阳、辽阳及其周边地区，05年之后才在辽宁省内其他地区的有线电视系统上播出。
2009年，辽宁教育电视台台标发生变化，台标右方的英文字母“TV”被替换成“辽宁教育”。
在三台合并及两台合作之前，辽宁教育电视台与辽宁电视台及沈阳电视台是竞争关系，然而其在频道优势（后两者均有多个频道，教育台是单频道）及节目优势上都不及后两者，在频道覆盖上辽宁电视台与辽宁教育电视台虽然都是省级台，但辽宁教育台在覆盖上只相当于当时沈阳电视台综合频道的覆盖规模，直到05年之后才在其他十三个地级市的有线电视网络上播出。在与辽宁电视台确定正式合并后，该台由位于沈阳市皇姑区的旧台址搬迁至辽宁电视大厦（现辽宁广播电视台总部）。其教育节目制作业务与辽宁电视台的青少频道合并，主持人队伍也已与辽宁电视台的主持人队伍合并，其播出频道现已改为用来播出辽宁广播电视台北方频道。